# Coppa Placci 1970
La Coppa Placci 1970, ventesima edizione della corsa, si svolse il 14 maggio 1970 su un percorso di 185 km. La vittoria fu appannaggio dell'italiano Ugo Colombo, che completò il percorso in 4h42'49", precedendo i connazionali Giacinto Santambrogio e Franco Bitossi.

## Ordine d'arrivo (Top 10)
| Pos. | Corridore             | Squadra        | Tempo    |
| ---- | --------------------- | -------------- | -------- |
| 1    | Ugo Colombo           | Filotex        | 4h42'49" |
| 2    | Giacinto Santambrogio | Molteni        | a 59"    |
| 3    | Franco Bitossi        | Filotex        | a 1'46"  |
| 4    | Walter Godefroot      | Salvarani      | a 1'49"  |
| 5    | Erik Pettersson       | Ferretti       | a 1'52"  |
| 6    | Italo Zilioli         | Faemino-Faema  | a 2'37"  |
| 7    | Marino Basso          | Molteni        | s.t.     |
| 8    | Giuseppe Milioli      | Germanvox-Wega | s.t.     |
| 9    | Felice Gimondi        | Salvarani      | s.t.     |
| 10   | Giancarlo Toschi      | Germanvox-Wega | s.t.     |